# Kermit Roosevelt
Kermit Roosevelt senior (Oyster Bay, NY, 10 de outubro de 1889 – Fort Richardson, Alasca, 4 de junho de 1943) foi um escritor, comerciante e oficial estadunidense.
Segundo filho do Presidente dos Estados Unidos Theodore Roosevelt e sua mulher Edith Roosevelt, bem como primo do presidente dos Estados Unidos Franklin D. Roosevelt. Seu filho Kermit Roosevelt junior foi um oficial de posto elevado na Central Intelligence Agency (CIA), que participou da queda do primeiro-ministro iraniano Mohammed Mossadegh. Foi membro fundador da United States Lines.

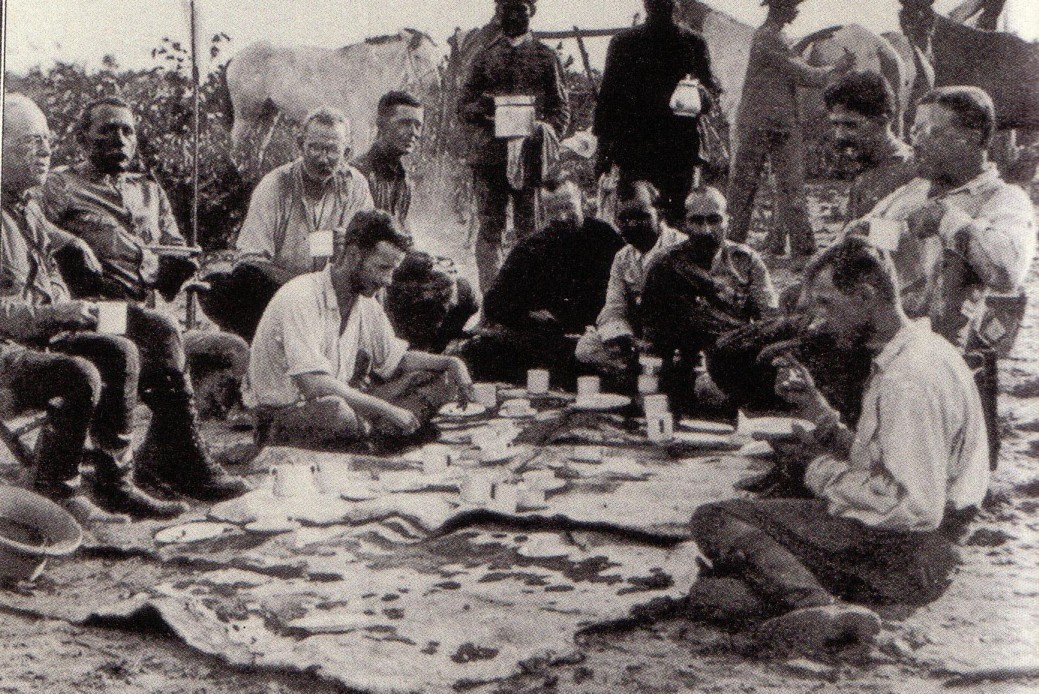
Da esquerda para direita, sentados: Zahm, Rondon, Kermit, Cherrie, Miller, quatro brasileiros, Roosevelt, Fiala. Fotografia de 1914.

Em 1913–1914 participou juntamente com seu pai da Expedição Científica Rondon-Roosevelt do marechal Cândido Rondon na bacia do rio Amazonas.